# ジェラルド・ウィングローブ

ジェラルド・ウィングローブ（Gerald A. Wingrove 1934年 - 2019年2月）はイギリスのモデルエンジニアで作家である。

## 経歴
ウィングローブは40年以上にわたって船と自動車の精密な模型を製作する。 妻のPhyllisと共に毎年およそ4台の1/15スケールの自動車の模型を作り、買い手は完成品を£10,000から£25,000で購入する。彼の仕事は1998年、テレビ番組トップ・ギアで紹介された。2000年7月には彼は大英帝国勲章を授与された。
彼の著作には数々の技法が紹介されている。

## 著作
- The Techniques of Ship Modeling (1974) ISBN 0-85242-366-7
- The Complete Car Modeller (1978) ISBN 0-90456-813-X
- The Model Cars of Gerald Wingrove (1979) ISBN 0-90456-812-1
- Unimat Lathe Projects: A Beginners Guide to the Lathe and How to Make Ten Useful Tools (1979) ISBN 0-90456-820-2
- The Complete Car Modeller 1 (1993) ISBN 1-86126-644-8
- Anatomy of a Bugatti Royale (1993) ISBN 0-85429-856-8
- Art of the Automobile in Miniature(2004)  ISBN 1-86126-632-4
- The Complete Car Modeller 2 (2005) ISBN 1-86126-750-9